# Kerr McInroy
Kerr McInroy (* 31. August 2000 in Glasgow) ist ein schottischer Fußballspieler, der zuletzt beim FC Kilmarnock unter Vertrag stand.

## Karriere

### Verein
Kerr McInroy wurde in Glasgow geboren und wuchs in Dunfermline auf. Als Achtjähriger begann er mit dem Fußball spielen im etwa zehn Kilometer von Dunfermline entfernten Cowdenbeath. Im Jahr 2012 kam er in die Jugendakademie von Celtic Glasgow. Bis zum Jahr 2020 spielte er vorwiegend in den Jugendmannschaften des Vereins, zuletzt in der U20, bei der er auch als Mannschaftskapitän fungierte. Im Mai 2019 erlitt er eine schwerwiegende Bänderverletzung, die ihn bis in den Februar 2020 zu einer Zwangspause brachte.
Im September 2020 wurde McInroy an den schottischen Zweitligisten Dunfermline Athletic verliehen. Er gab sein Debüt als Profi für den Verein am 6. Oktober 2020 bei einem 1:0-Sieg gegen den FC Dumbarton im Ligapokal, bevor er am 17. Oktober 2020 sein Ligadebüt bei einem 3:1-Sieg gegen Inverness Caledonian Thistle gab.

### Nationalmannschaft
Kerr McInroy kam ab dem Jahr 2016 in den Juniorenmannschaften von Schottland zum Einsatz. Er debütierte dabei im Juli 2016 in der schottischen U17-Nationalmannschaft gegen Ungarn. Ein Jahr später nahm er mit der Mannschaft an der Europameisterschaft in Kroatien teil, wobei er in zwei Gruppenspielen zum Einsatz kam. Ab August 2017 war er in den folgenden zwei Jahren in der U19 aktiv. Im Oktober 2020 feierte er sein Debüt in der U21 gegen San Marino.